# Апача
Апача — село в Усть-Большерецком районе Камчатского края России. Образует Апачинское сельское поселение.

## История
К началу 18 века на месте будущего села стоял острожек, тойоном которого являлся Опача, после крещения получивший имя Василий Чириков. Из этого острожка затем выросло русское поселение. В первой половине XX века село забросили. Возродилось в 1982 году.

## География
Примерно в 1,5 км южнее села проходит автодорога, соединяющая Петропавловск-Камчатский и Октябрьский. При движении по автодороге на восток в 5 км располагается ДРП Апача. Также южнее села, около 2 км, протекает река Плотникова.
В 15 км северо-западнее села расположены Апачинские источники — минеральные горячие источники.

## Апачинское сельское поселение
Статус и границы сельского поселения установлены Законом Камчатской области от 22 октября 2004 года № 227 «Об установлении границ муниципальных образований, расположенных на территории Усть-Большерецкого района Камчатской области, и о наделении их статусом муниципального района, городского, сельского поселения».

## Население
В 1888 году в нём числилось: домов 19, и жителей обоего пола 114 жителей, в т. ч. мужского пола 55, женского пола 59. Население селения состояло из камчадал за исключением 10 русских мужчин и 15 женщин.
| 1888 | 1926 | 2002  | 2010  | 2012  | 2013  | 2014  |
| ---- | ---- | ----- | ----- | ----- | ----- | ----- |
| 114  | ↘105 | ↗1165 | ↘1060 | ↘1041 | ↘1033 | ↘1018 |
| 2015 | 2016 | 2017  | 2018  | 2019  | 2020  | 2021  |
| ↘994 | ↘968 | ↘962  | ↗975  | ↗979  | ↗992  | ↘655  |
| 2023 |      |       |       |       |       |       |
| ↘645 |      |       |       |       |       |       |

## Инфраструктура
В селе имеется 10 улиц: Луговая ул., Пионерская ул., Холмовая ул., Центральная ул., ул.Горького, Лесная ул., Северная ул., Школьная ул., ул.Мира и конечно самая главная улица в Апачи это ул.Юбилейная